# سرو شیلی
سرو شیلی (نام علمی: Austrocedrus) نام یک سرده از خانواده سرویان است.